# Championnats d'Afrique de lutte 1996
Navigation
Édition précédente Édition suivante
Les championnats d'Afrique de lutte 1996 se déroulent du 6 au 14 avril 1996 à Tunis, en Tunisie. Pour la première fois, des épreuves de lutte féminine sont organisées en parallèle des épreuves masculines de lutte libre et de lutte gréco-romaine.

## Podiums

### Lutte libre
| Catégories | Or                              | Argent                      | Bronze                       |
| ---------- | ------------------------------- | --------------------------- | ---------------------------- |
| 48 kg      | Isaac Jacob (NGA)               | Shaun Williams (RSA)        | Herizo Pakotondra Masy (MAD) |
| 52 kg      | Joe Oziti (NGA)                 | Kadjouar Amor (ALG)         | Hattem Romdhani (TUN)        |
| 57 kg      | Jenson Varenburg Sarr (NIG)     | Talata Embalo (GBS)         | Tebe Dorgu (NGA)             |
| 62 kg      | Tjaart Andries du Plessis (RSA) | Farid Hanoun (ALG)          | Tarek Ibrahim (EGY)          |
| 68 kg      | Ibo Oziri (NGA)                 | Felix Malala Die Dion (SEN) | Bennie Labuschagne (RSA)     |
| 74 kg      | Ian Du Toit (RSA)               | Sinivie Boltic (NGA)        | Matar Sène (SEN)             |
| 82 kg      | Alioune Diouf (SEN)             | Willem Putter (RSA)         | Ahmed Fraj Abderrahmen (EGY) |
| 90 kg      | Victor Kodei (NGA)              | Sofiane Ouadjnia (ALG)      | Dawid Jacobs (RSA)           |
| 100 kg     | Andrew Davidson (RSA)           | Bimida Dougare (NGA)        | Abdel Aziz Essafoui (MAR)    |
| 130 kg     | Khenneth Ntori (NGA)            | Omrane Ayari (TUN)          | Ahmed Hmem (EGY)             |

### Lutte gréco-romaine
| Catégories | Or                          | Argent                    | Bronze                       |
| ---------- | --------------------------- | ------------------------- | ---------------------------- |
| 48 kg      | Lucas Ottah (NGA)           | Bouchoucha Zoubir (ALG)   | Saifeddine Souiegui (TUN)    |
| 52 kg      | Fiebri Tabri (NGA)          | Mohamed Saadi (ALG)       | Walid Nefzi (TUN)            |
| 57 kg      | Khasahab Saber (EGY)        | Nabil Salhi (TUN)         | Abderraahman Naanaa (MAR)    |
| 62 kg      | Ahmed Kamel (EGY)           | Brian Coats (RSA)         | Yassine Djakrir (ALG)        |
| 68 kg      | Youssef Majdi (EGY)         | Anwar Kandafil (MAR)      | Mazouz Bendjedaa (ALG)       |
| 74 kg      | Youcef Bouguerra (ALG)      | Kalefa Aziz (MAR)         | Gideon Malherbe (RSA)        |
| 82 kg      | Hosni Aymen (EGY)           | Sofiane Ouadjnia (ALG)    | Piet Bouzuiden Hout (RSA)    |
| 90 kg      | Moustafa Abdel-Hareth (EGY) | Abdel Aziz Essafoui (MAR) | Markus Johannes Dekker (RSA) |
| 100 kg     | Mohamed Naduar (TUN)        | Mohamed Basri (MAR)       | Non décernée                 |
| 130 kg     | Omrane Ayari (TUN)          | Rachid Belaziz (MAR)      | Mark Robenson (RSA)          |

### Lutte féminine
| Catégories | Or                     | Argent                       | Bronze       |
| ---------- | ---------------------- | ---------------------------- | ------------ |
| 44 kg      | Mejri Najoua (TUN)     | Faiza Bejaoui (TUN)          | Non décernée |
| 47 kg      | Saoussen Yacoubi (TUN) | Jihane Ben Dhia (TUN)        | Non décernée |
| 50 kg      | Fatma Arfaoui (TUN)    | Nour El Houda Bejaoui (TUN)  | Non décernée |
| 53 kg      | Salma Ferchichi (TUN)  | Fatoumata Yarie Camara (GUI) | Non décernée |
| 57 kg      | Sonia Zitouni (TUN)    | Saoussen Raouafi (TUN)       | Non décernée |
| 61 kg      | Zaraa Raouafi (TUN)    | Wahida Smaili (TUN)          | Non décernée |
| 65 kg      | Rim Garram (TUN)       | Fanta Kauyate (GUI)          | Non décernée |
| 70 kg      | Khaouter Gharram (TUN) | Soumaya Hidri (TUN)          | Non décernée |
| 75 kg      | Saida Riabi (TUN)      | Mariem Hichri (TUN)          | Non décernée |